# Let's Talk About Feelings
Let's Talk About Feelings is het vijfde studioalbum van de Amerikaanse punkband Lagwagon. Het werd, net zoals voorgaande albums, uitgegeven door het punklabel Fat Wreck Chords. Het werd uitgegeven op 24 november 1998.
Het nummer "May 16" is te horen op het computerspel Tony Hawk's Pro Skater 2.

## Nummers
1. "After You My Friend" - 2:34
2. "Gun in Your Hand" - 2:02
3. "Leave the Light On" - 1:54
4. "Change Despair" - 1:55
5. "Train" - 2:24
6. "Hurry up and Wait" - 0:34
7. "Everything Turns Grey" (cover van Agent Orange) - 1:49
8. "Love Story" - 2:20
9. "Messengers" - 1:57
10. "The Kids Are All Wrong" - 1:07
11. "May 16" - 2:57
12. "Owen Meaney" - 3:43